# 무아위야 2세

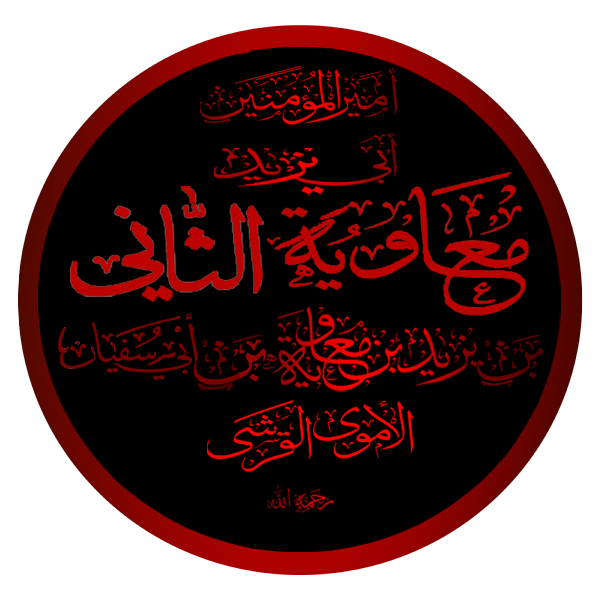

무아위야 2세(Muawiya II) 또는 무야위야 이븐 야지드(معاوية بن يزيد Mu‘āwiyah ibn Yazīd[*]; c. 664–684 CE)는 제3대 우마이야 왕조 칼리프로서 그의 아버지 야지드 1세의 뒤를 이었다. 그가 사망하기 전 683-684년(64 AH) 간 통치했다.

## 어린 시절
무아위야는 야지드 1세와 칼브족 출신의 미상의 어머니의 아들로 태어났다.

## 칼리프
야지드 1세가 사망하기 전, 그는 바이아(bay'ah)를 자신의 아들 무아위야에게 주었다. 무아위야는 64 AH(서기 683년 11월)에 아버지로부터 승계받았고 당시 나이는 17세에서 23세 사이였다. 그는 칼브족에 의해 지지를 받았으나 그의 권위는 다마스쿠스와 시리아 남부에서만 겨우 인정받았고 압둘라 이븐 알즈바이르는 즉위를 인정하지 않고 히자즈에서 자신의 칼리프 지위를 주장하였다
무아위야 정권은 약 20일에서 4개월 사이 지속된 것으로 보고 있으나 2개월이 채 되지 않았을 가능성이 있다. 이 짧은 시간 동안 여러 사건들이 발생했을 가능성이 있으며 그 중 일부는 믿을 수 없는 정치적, 종파적 거짓말들이 나돌았다.
어찌됐든 무아위야는 자신의 아버지의 정책을 계속해 나갔고 세금의 1/3을 면제하였다. 그의 통치 기간 중 무아위야는 좋지 않은 건강으로 고통을 받았으며 다마스쿠스의 우마이야 궁전에 머물러야 했다. 그의 조언자 Al-Dahhak ibn Qays al-Fihri가 실무를 살폈다.

## 사망
무아위야가 어떻게 사망했는지는 명확히 밝혀져 있지 않으나 황달과 전염병이 사인으로 지목되고 있다. 자신에게 자식도 없었고 후계자 지목을 거부하거나 지목을 할 기회도 없었기에:577 이븐 알즈바이르 폭동은 중단되었다. 마르완 1세가 통치권을 잡을 때까지 우마이야 정권은 일시적으로 붕괴되었다.

## 같이 보기
- 카발라 전투